# 1321

## Esdeveniments
- 16 d'octubre, València: Una riuada del Túria hi causa més de 400 morts i afona els ponts dels Catalans, dels Serrans i del Real.[1]

## Naixements
Països Catalans
Resta del món

## Necrològiques
Països Catalans
Resta del món
- 14 de setembre, Ravenna: Dante Alighieri, poeta (n. 1265).[2]